# Drahtbericht
Drahtbericht (Abkürzung: DB; auch Drahtnachricht oder neuerdings auch Diplomatische Korrespondenz; Abkürzung: DKOR) ist eine Bezeichnung für verschlüsselte Telegramme zur Übermittlung vertraulicher diplomatischer Nachrichten im Wirkungsbereich des Auswärtigen Amts. Genau genommen ist es die Übermittlung eines Berichtes von einer Auslandsvertretung nach Deutschland. Der umgekehrte Weg, die (verschlüsselte) Übermittlung von diplomatischen Depeschen vom Auswärtigen Amt an die Auslandsvertretung, hieß Drahterlass. Für besonders dringliche Nachrichten gibt es das Telegraphenzeichen Citissime oder Citissime nachts. Im letzteren Fall muss auch nachts die Zustellung gesichert sein (zum Beispiel durch Wecken des zuständigen Referatsleiters).

## Technischer Vorgang
Der Drahtbericht ist auch heute noch die klassische Form der Berichterstattung deutscher Auslandsvertretungen, insbesondere zu politischen Themen, auch wenn die Berichte heute nicht mehr telegraphisch, sondern über verschlüsselte E-Mail-Verbindungen übermittelt werden. Daneben gibt es Schriftberichte, Mailberichte und einfache E-Mails, die für weniger wesentliche Themen gewählt werden.

## Struktur
Ein Drahtbericht besteht traditionell aus drei Teilen, die mit Zusammenfassung, Im Einzelnen und Wertung überschrieben werden. Zunehmend wird inzwischen stattdessen eine Zweiteilung in Zusammenfassung und Wertung und Ergänzend und im Einzelnen verwendet. Am Anfang enthalten sie entweder den Vermerk Zur Unterrichtung oder Mit der Bitte um Weisung. Drahtberichte werden vom Leiter der Vertretung oder in seiner Abwesenheit vom Geschäftsträger gezeichnet und verantwortet; der tatsächliche Verfasser wird in der Überschrift angegeben. Die übliche Diktion eines Drahtberichts ist knapp und zugespitzt. Wichtige Begriffe werden durch jeweils zwei Bindestriche hervorgehoben; Länderbezeichnungen und andere Begriffe werden abgekürzt. Ein typischer Einleitungssatz könnte z. B. lauten: Nach Rücktritt SVN StP wurde gestern Abend Parlament aufgelöst; Neuwahlen sind für --20.3.-- angesetzt (SVN StP = slowenischer Staatspräsident).